# Colors (Between the Buried and Me)
| Recensione | Giudizio |
| ---------- | -------- |
| AllMusic   |          |

Colors è il quarto album in studio del gruppo musicale statunitense Between the Buried and Me, pubblicato il 18 settembre 2007 dalla Victory Records.
Per l'album è stato realizzato anche un seguito, intitolato Colors II e uscito nel 2021.

## Descrizione
Questo album presenta una grande varietà di generi in ogni singola canzone, infatti vi sono passaggi da un grindcore crudo ad un blues/jazz elegante (vedi Ants of the Sky), il tutto unito voce growl o melodica. Questo album è reso particolare, rispetto agli album precedenti e successivi, dal fatto che tutte le tracce sono collegate tra di loro, praticamente una traccia che dura sessantacinque minuti, come dice il cantante Tommy Giles Rogers: «sono sessantacinque minuti non-stop di fantastica musica martellante».
Questo album ha riscosso successo vendendo 12 600 copie nella sua prima settimana di uscita, raggiungendo la posizione numero 57 sulla Billboard 200, e fu anche la prima volta che la band raggiunse la top 100 delle vendite.

## Tracce
1. Foam Born (A) The Backtrack – 2:13
2. (B) The Decade of Statues – 5:20
3. Informal Gluttony – 6:47
4. Sun of Nothing – 11:00
5. Ants of the Sky – 13:10
6. Prequel to the Sequel – 8:36
7. Viridian – 2:51
8. White Walls – 14:13

## Formazione
Gruppo
- Tommy Rogers – voce, tastiera
- Paul Waggoner – chitarra
- Dustie Waring – chitarra
- Blake Richardson – batteria, percussioni
- Dan Briggs – basso

Produzione
- Between the Buried and Me – produzione
- Jamie King – produzione, ingegneria del suono, missaggio, mastering